# Elecció de la seu de l'Eurocopa 2012
Les primeres candidatures per optar a l'organització de l'Eurocopa 2012 es van presentar abans de l'1 de febrer del 2005. El 22 de juliol es van descartar les de l'Azerbaidjan, Romania i Rússia i van passar el tall cinc candidatures:
- Croàcia -  Hongria
- Grècia
- Itàlia
- Polònia -  Ucraïna
- Turquia

El 8 de novembre el Comitè Executiu de la UEFA va eliminar les de Grècia i Turquia:
- Itàlia (11 vots, finalista)
- Croàcia -  Hongria (9 vots, finalista)
- Polònia -  Ucraïna (7 vots, finalista)
- Turquia (6 vots, rebutjada)
- Grècia (2 vots, rebutjada)

El 18 d'abril del 2007 a Cardiff, va ser designada la seu amb els següents resultats:
- Polònia -  Ucraïna (8 vots, guanyadora)
- Itàlia (4 vots, rebutjada)
- Croàcia -  Hongria (cap vot, rebutjada)

## Procés de votació
La votació tindria com a màxim dues rondes. Perquè la votació sigui vàlida, hauria d'haver un acord a la sala d'almenys vuit membres del Comitè, excloent el president i el vicepresident (sense dret a vot).
A la primera ronda cada membre tenia un vot i com Polònia-Ucraïna va rebre vuit vots, per majoria absoluta va ser anunciada guanyadora, sense necessitar una segona ronda.
El comitè de votants estava compost per catorze membres:
1. Michel Platini (França) - President
2. Senes Erzik (Turquia)
3. Geoffrey Thompson (Anglaterra)
4. Ángel María Villar Llona (Espanya)
5. Gerhard Mayer-Vorfelder (Alemanya)
6. Marios N. Lefkaritis (Xipre)
7. Franco Carraro (Itàlia)
8. Viacheslav Koloskov (Rússia)
9. Gilberto Madaíl (Portugal)
10. Joseph Mifsud (Malta)
11. Per Ravn Omdal (Noruega)
12. Mircea Sandu (Romania)
13. Dr Mathieu Sprengers (Països Baixos)
14. Hryhoriy Surkis (Ucraïna)

Hryhoriy Surkis i Franco Carraro no van votar, ja que representaven estats candidats.

## Candidatures descartades
El 12 de maig del 2006 els comitès organitzadors de les tres candidatures presentades per a acollir l'esdeveniment van presentar el seu informe final. Gairebé un any després, el 18 d'abril del 2007, a Cardiff, es va descartar la candidatura italiana i la conjunta per Croàcia i Hongria.

### Croàcia i Hongria
Cap dels dos països havia acollit mai un esdeveniment important de futbol, i tampoc havien organitzat cap esdeveniment esportiu internacional plegats, tot i que Zagreb va acollir les semifinals i el partit pel tercer lloc a l'Eurocopa 1976, organitzada per Iugoslàvia. El suport de la població només arribava al 45,5% a Hongria, encara que arribava al 83% a Croàcia.
| Ciutat         | Població  | Estadi                | Capacitat |
| -------------- | --------- | --------------------- | --------- |
| Budapest       | 1.870.000 | Puskás Ferenc Stadion | 55.000    |
| Debrecen       | 270.000   | En projecte           | 30.000    |
| Györ           | 129.000   | En construcció        | 30.000    |
| Osijek         | 115.000   | Estadi Gradski Vrt    | 30.500    |
| Rijeka         | 150.000   | En projecte           | 30.000    |
| Split          | 200.000   | Estadi Poljud         | 50.000    |
| Székesfehérvár | 103.000   | En construcció        | 40.000    |
| Zagreb         | 780.000   | Estadi Maksimir       | 55.000    |

### Grècia
A pesar d'haver estat seu dels Jocs Olímpics d'Atenes i del seu triomf a l'Eurocopa 2004 a Portugal, la seva manca d'experiència en organitzar esdeveniments futbolístics va ser determinant en què la candidatura de Grècia fos rebutjada pel Comitè Executiu de la UEFA.
| Ciutat      | Població  | Estadi                      | Capacitat |
| ----------- | --------- | --------------------------- | --------- |
| Atenes      | 3.850.000 | Estadi Olímpic d'Atenes     | 66.700    |
| Atenes      | 3.850.000 | Estadi Geórgios Karaiskakis | 31.525    |
| Heraklion   | 305.000   | Estadi Pankritio            | 30.258    |
| Ioannina    | 105.000   | En projecte                 |           |
| Làrissa     | 283.000   | En projecte                 |           |
| Patres      | 330.000   | Estadi Panpeloponisiako     | 43.219    |
| Tessalònica | 1.100.000 | Estadi Tumba                | 42.577    |

### Itàlia
Itàlia era a priori la candidatura més sòlida, i la que més possibilitats tenia d'aconseguir ser la seu de la fase final, però només va aconseguir quatre vots a favor. Era la candidatura amb més experiència en organitzar esdeveniments futbolístics, ja que va organitzar la Copa del Món de 1934 i la Copa del Món de 1990, i les Eurocopes de 1968 i 1980, a més d'haver organitzar a Roma els Jocs Olímpics d'Estiu de 1960.
L'anomenat cas Moggi, on es va desfer una xarxa de corrupció a la Sèrie A el 2006 i els diversos brots de violència a Catània al febrer del 2007, van ser els principals problemes de la candidatura.
| Ciutat    | Població  | Estadi                  | Capacitat |
| --------- | --------- | ----------------------- | --------- |
| Bolonya   | 375.000   | Projecte                | 30.000    |
| Florència | 368.000   | Stadio Artemio Franchi  | 40.000    |
| Gènova    | 606.000   | Stadio Luigi Ferraris   | 36.000    |
| Milà      | 1.261.000 | Stadio Giuseppe Meazza  | 83.900    |
| Nàpols    | 1.015.000 | Stadio San Paolo        | 65.000    |
| Palerm    | 642.000   | Stadio Renzo Barbera    | 36.000    |
| Roma      | 2.812.000 | Stadio Olimpico di Roma | 81.343    |
| Torí      | 606.000   | En projecte             |           |

### Turquia
La falta d'experiència en organitzar esdeveniments fora d'Istanbul i la falta d'estadis ja construïts per al campionat, van ser les principals raons perquè la candidatura no arribés a la segona votació.
| Ciutat   | Població   | Estadi                  | Capacitat |
| -------- | ---------- | ----------------------- | --------- |
| Ankara   | 3.494.000  | En projecte             | 31.000    |
| Antalya  | 722.000    | En projecte             | 40.500    |
| Bursa    | 1.392.000  | Estadi Atatürk de Bursa | 31.000    |
| Istanbul | 10.234.000 | Estadi Olímpic Atatürk  | 72.000    |
| Istanbul | 10.234.000 | Estadi Şükrü Saracoğlu  | 51.000    |
| Esmirna  | 2.456.000  | En projecte             | 31.000    |
| Konya    | 863.000    | Estadi Atatürk de Konya | 31.000    |
| Kayseri  | 588.000    | En projecte             | 31.000    |